# يوكي كانيكو (لاعب كرة قدم)
يوكي كانيكو (باليابانية: 金子優希) هو لاعب كرة قدم ياباني، ولد في 21 أبريل 1996 في غونما في اليابان. لعب مع Vanraure Hachinohe ‏.

## وصلات خارجية
- يوكي كانيكو (لاعب كرة قدم) على موقع رابطة كرة القدم اليابانية للمحترفين (اليابانية)
- يوكي كانيكو (لاعب كرة قدم) على موقع Soccerway.com (الإنجليزية)